# Diagramma di Gantt

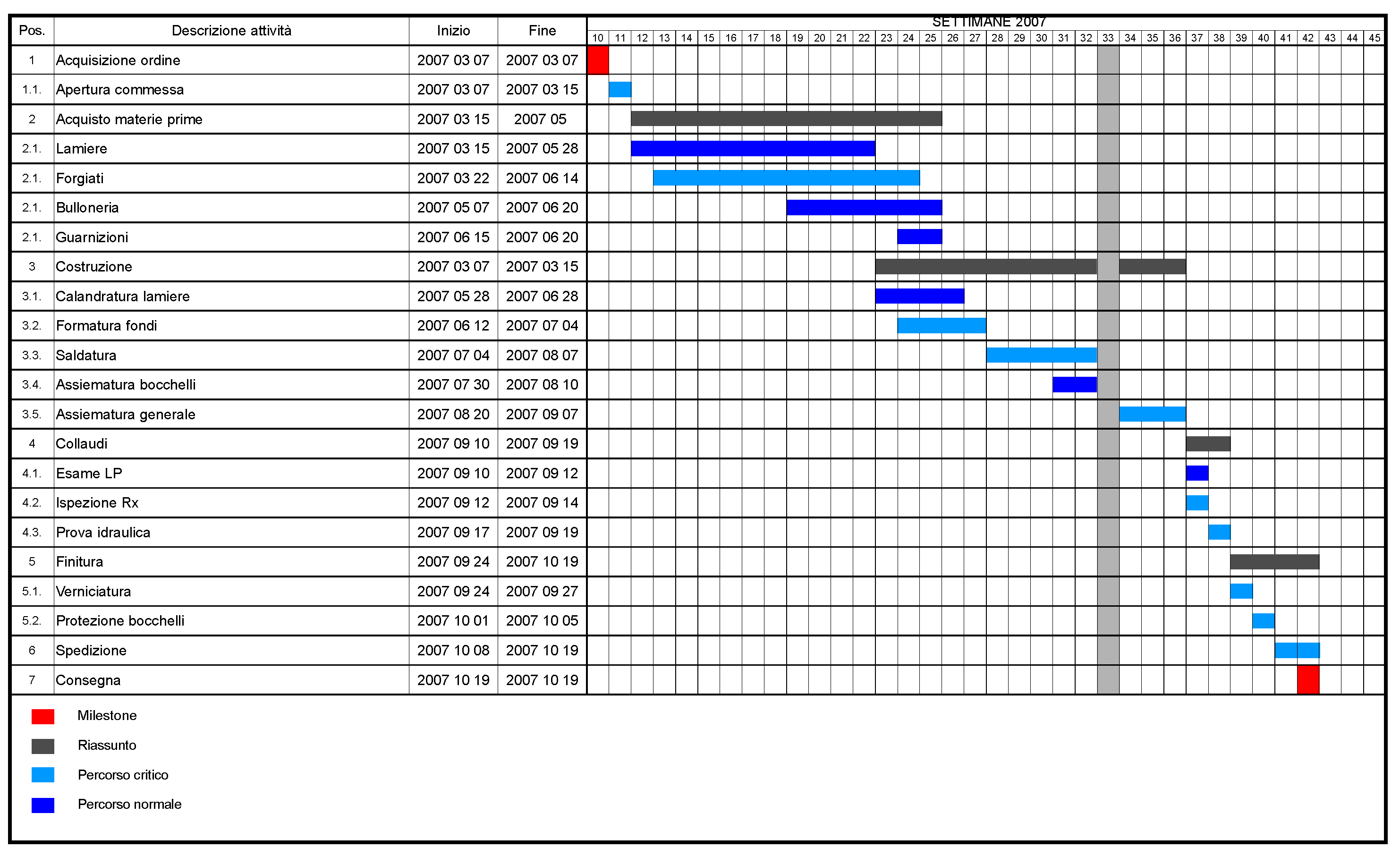
Esempio di semplice diagramma di Gantt

Il diagramma di Gantt è uno strumento di supporto alla gestione dei progetti, così chiamato in ricordo dell'ingegnere statunitense Henry Laurence Gantt
(1861-1919), che si occupava di scienze sociali e che lo ideò nel 1910.
In realtá la prima formulazione di un diagramma di questo tipo si fa risalire al polacco Karol Adamiecki che nel 1896 concepí l'armonogramma; l'attuale diagramma di Gantt risulta dalla combinazione del lavoro di Adamiecki e di Gantt.

## Caratteristiche
Il diagramma di Gantt, usato principalmente nelle attività di project management, è costruito partendo da un asse orizzontale - a rappresentazione dell'arco temporale totale del progetto, suddiviso in fasi incrementali (ad esempio, giorni, settimane, mesi) - e da un asse verticale - a rappresentazione delle mansioni o attività che costituiscono il progetto.
Delle barre orizzontali di lunghezza variabile rappresentano le sequenze, la durata e l'arco temporale di ogni singola attività del progetto (l'insieme di tutte le attività del progetto ne costituisce la work breakdown structure). Queste barre possono sovrapporsi durante il medesimo arco temporale ad indicare la possibilità dello svolgimento in parallelo di alcune delle attività. Man mano che il progetto progredisce, delle barre secondarie, delle frecce o delle barre colorate possono essere aggiunte al diagramma, per indicare le attività sottostanti completate o una porzione completata di queste. Una linea verticale è utilizzata per indicare la data di riferimento.
Un diagramma di Gantt permette dunque la rappresentazione grafica di un calendario di attività, utile al fine di pianificare, coordinare e tracciare specifiche attività in un progetto dando una chiara illustrazione dello stato d'avanzamento del progetto rappresentato; di contro, uno degli aspetti non tenuti in considerazione in questo tipo di diagrammazione è l'interdipendenza delle attività, caratteristica invece della programmazione reticolare, cioè del diagramma PERT. Ad ogni attività possono essere in generale associati una serie di attributi: durata (o data di inizio e fine), predecessori, risorsa, costo.
Ad ogni attività possono essere associate una o più risorse. Alcuni software disponibili sul mercato permettono di visualizzare il carico di lavoro di ogni risorsa e la sua saturazione, impostando una certa disponibilità per ogni risorsa. Contestualmente, può essere definito il calendario dei giorni lavorativi e festivi, e il numero di ore di lavoro giornaliere.
Ad ogni attività può poi essere associato un costo. Il costo può essere attribuito a una singola attività oppure si può assegnare un costo orario alle risorse, determinando il costo dell'attività in base al relativo impegno orario. Nel corso del progetto, ad ogni attività o alla risorsa può essere attribuito un costo effettivo. Dai due dati di costo, preventivato al momento della stesura del Gantt, ed effettivi, si ricavano tre curve e due indicatori di avanzamento dell'intero progetto. Le tre curve riportano la cumulata del costo preventivato e/o effettivo in funzione del tempo, ossia i costi totali effettivi e/o preventivati dall'inizio:
- BCWS (Budget Cost of Work Scheduled): riporta i costi preventivati da 0 a vita intera (da 0 a {\displaystyle t=T});
- ACWP (Actual Cost of Work Performed): riporta i costi sostenuti da 0 a tempo attuale (da 0 a {\displaystyle t=T_{0}});
- BCWP (Budget Cost of Work Performed): riporta i costi preventivati da 0 a tempo attuale (da 0 a {\displaystyle t=T_{0}}).